# گلیویا
گلیویا (به لاتین: Gelioya) یک منطقهٔ مسکونی در سری‌لانکا است که در استان مرکزی (سری‌لانکا) واقع شده‌است.